# Ivan Hašek
Ivan Hašek (Městec Králové, 6 september 1963) is een voormalig Tsjechisch voetballer.

## Clubcarrière
Hašek speelde tussen 1981 en 1998 voor Sparta Praag, Strasbourg, Sanfrecce Hiroshima en JEF United Ichihara.

## Interlandcarrière
Hašek debuteerde in 1984 in het Tsjecho-Slowaaks nationaal elftal/Tsjechisch nationaal elftal en speelde 55 interlands, waarin hij 5 keer scoorde. Hij nam met zijn vaderland deel aan het WK voetbal 1990 in Italië.